# Alois Maria Haas
Alois Maria Haas (Zúric, 1934 — Zúric, 12 de gener de 2025) va ser un eminent germanista de la Universitat de Zúric, reconegut mundialment pels seus estudis sobre mística alemanya i hispànica i història de les religions. És autor de nombroses obres, entre les quals destaquen els seus estudis comparatius entre mística cristiana i budisme zen: Parzivals tumpheit bei Wolfram von Eschenbach (1964); Nim din selbes war. Studien zur Lehre von der Selbsterkenntnis bei Meister Eckhart, Johannes Tauler und Heinrich Seuse (1971); Todesbilder im Mittelalter (1989); Gottleiden - Gottlieben. Zur volkssprachlichen Mystik im Mittelalter (1989); Meister Eckhart als normative Gestalt geistlichen Lebens (1995); Kunst rechter Gelassenheit (1996).
Han estat traduïdes al castellà: Visión en azul. Estudios de mística europea, traducció de Victoria Cirlot i Amador Vega (Siruela, Madrid 1999), Maestro Eckhart, figura normativa de la vida espiritual, traducció de Roberto H. Bernet] (Herder, Barcelona 2002) i Viento de lo absoluto, traducció de Jorge Seca (Siruela, Madrid 2009).
El febrer del 2001 va fer donació a la Universitat Pompeu Fabra de la part de la seva biblioteca personal, relacionada amb aquestes matèries, de més de 35.000 volums. Inaugurada l'any 2003 a l'edifici del Dipòsit de les Aigües, la Biblioteca Mystica et Philosophica Alois M.Haas és una col·lecció d'alt valor bibliogràfic que inclou edicions acurades d'obres clàssiques i de referència en la seva matèria, de gran qualitat i interès científic. Constitueix un àmbit altament especialitzat per a l'estudi de les tradicions espirituals de la humanitat i, de forma molt especial, de les tradicions occidentals.
Es va crear l'Associació d'Amics de la Bibliotheca Mystica et Philosophica Alois M. Haas Arxivat 2019-01-27 a Wayback Machine. té com finalitats: 
- Promoure la catalogació del fons bibliogràfic donat pel professor Alois M. Haas a la Universitat Pompeu Fabra.

- Organitzar activitats relacionades amb la temàtica del Fons Alois M. Haas (història de les religions, estudis de mística medieval,

espiritualitat occidental i oriental, estètica).
- Formació i divulgació científica i cultural.[3]

L'any 2009 li va ser concedit el doctorat honoris causa per la UPF.